# Юрицин, Сергей Петрович
Сергей Петрович Юрицин (неверно Юрицын; псевдоним С. Ю.; 1873, Николаев — после 1920) — эсер, журналист и редактор, делегат Всероссийского Учредительного собрания, глава города Николаев.

## Биография

### Ранние годы. Журналист
Сергей Юрицин родился в 1873 году в городе Николаеве в семье почётного гражданина Петра Юрицина. Окончив Лесной институт в Петербурге и получив специальность «учёный-лесовод», продолжил обучение в Сорбонне (Париж). Еще во время обучения подозревался в связях с леворадикальными политическими движениями.
Оказался под тайным надзором полиции в 1899 году за близость во взглядах с Партией социалистов-революционеров (ПСР). В июле 1900 года он приобрел у М. В. Рюмина право на продолжение издания николаевской газеты «Южанин», а в августе купил у него же в Николаеве «Русскую типолитографию»— и начал работать редактором-издателем газет «Южная Россия» (Николаев; с декабря 1901 года) и «Сын Отечества» (Петербург; с ноября 1905 года стала официальным печатным органом партии эсеров), а также сатирического журнала «Жупел». Кроме того он выступает в роли политического фельетониста в данных изданиях.

Являясь выражением интересов южной окраины России, газета свое главное внимание обращает на всестороннюю разработку экономических и культурно-общественных вопросов, выдвигаемых жизнью избранного ею района.— С. П. Юрицин о целях газеты «Южная Россия», первый номер от 2 декабря 1901 года
В первом номере газеты «Южная Россия» (2 декабря 1901 года) редактор Юрицин так определил цели данного издания: «Являясь выражением интересов южной окраины России, газета свое главное внимание обращает на всестороннюю разработку экономических и культурно-общественных вопросов, выдвигаемых жизнью избранного ею района».

### Политическая карьера. Глава Николаева
В 1904 году Сергей Юрицин был избран гласным Николаевской городской думы. Одновременно он являлся членом Николаевского отделения Императорского Русского Технического Общества, а с 1901 по 1905 годы издавал журнал «Керамическое обозрение» (Николаев). В том же году он уехал в Петербург, передав редактирование газеты «Южная Россия» Д. М. Кокизову (арестован в конце 1905 года), но оставшись её владельцем.
В начале века Сергей стал первым чемпионом города Николаев по шахматам. 
В конце Первой русской революции, в 1907 году, Юрицин был осужден как редактор на год заключения в крепости (вместе с Григорием Шрейдером). Эмигрировал в Европу дабы избежать тюрьмы, вернувшись лишь после амнистии 21 февраля 1913 года (в связи с празднованием 300-летия династии Романовых).
После Февральской революции 1917 года Сергей Петрович стал херсонским губернским комиссаром и гласным «демократической Николаевской городской думы». Был избран членом Учредительного собрания по Херсонскому избирательному округу от эсеров, Совета крестьянских депутатов, украинских эсеров и объединенной еврейской социалистической рабочей партии (список № 4). 5 января 1918 года Юрицын был участников знаменитого заседания-разгона Собрания.
20 декабря 1918 года Николаевская городская дума избрала Сергея Юрицына комиссаром города. Но вскоре власть в городе захватили большевики и 24 марта 1919 года он оставил Николаев. Возвратился в город вместе с деникинскими войсками в июне того же года и был восстановлен в качестве городского комиссара (формально ему передавалась вся полнота гражданской власти в городе). Фактически же, вся власть в Николаеве находилась в руках генерала Якова Слащева, установившего в городе жесткий военный режим. 13 февраля 1920 года Сергей Юрицин вместе с деникинскими войсками покинул город, направляясь в Одессу.
Дальнейшая судьба неизвестна.

## Источник
- История партии социалистов-революционеров - Юрицын, Сергей Петрович. socialist-revolutionist.ru. Дата обращения: 6 сентября 2016. Архивировано 17 сентября 2016 года.